# Difracció

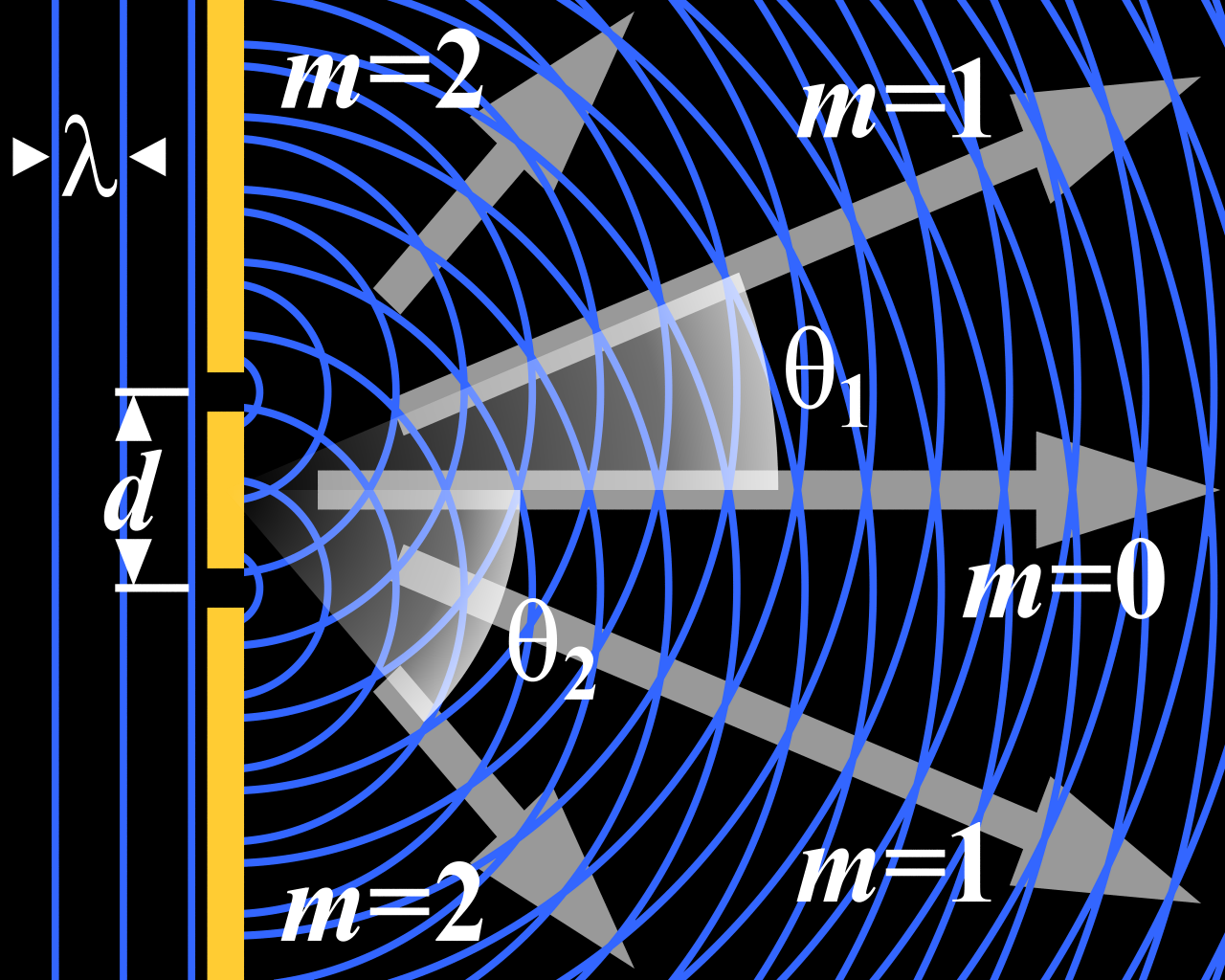
Difracció amb dues obertures

La difracció és un fenomen d'interferència associat a la desviació de la trajectòria de propagació d'una ona, es produeix quan les ones procedents d'una font quasi puntual troben un obstacle, una petita obertura, o, en general, qualsevol tipus d'alteració en el medi sobre el que es propaguen, llavors deixen de propagar-se en línia recta, i volten l'obstacle o bé s'obren després de passar per l'obertura. És una demostració clara de la naturalesa ondulatòria de la llum, ja que només les ones tenen la capacitat de difractar-se. El científic italià Francesco Maria Grimaldi va encunyar la paraula difracció i va ser el primer a registrar observacions precises del fenomen el 1660.
A la física clàssica, el fenomen de difracció es descriu pel principi de Huygens-Fresnel. que tracta cada punt d'un front d'ona que es propaga com una col·lecció de ones esfèriques individuals. El patró de flexió característic és més pronunciat quan una ona d'una font coherent (com un làser) troba una escletxa/obertura de mida comparable a la seva longitud d'ona. Això es deu a l'addició, o interferència, de diferents punts del front d'ona que viatgen per camins de diferents longituds fins a la superfície de registre. Si hi ha múltiples obertures molt properes a la xarxa de difracció es pot produir un patró complex d'intensitat variable.
L'objectiu de la teoria de la difracció serà trobar la distribució de la intensitat de llum (zones fosques i zones clares) en un cert punt de l'espai, després que la llum hagi travessat l'objecte que provoca la difracció. Malauradament, el tractament matemàtic de la difracció és, en general, molt complicat, però es pot simplificar considerablement si es considera que l'objecte difractor és molt llunyà del punt on nosaltres observem el fenomen (on volem calcular la distribució d'intensitats); aquesta aproximació s'anomena difracció de Fraunhofer. El cas general s'anomena difracció de Fresnel.
Una conseqüència directa de la difracció és la limitació del poder de resolució dels aparells òptics, com els telescopis, la llum procedent de dos punts diferents, dos estels per exemple, es pot superposar i això fa impossible poder veure'ls separadament.

## Història

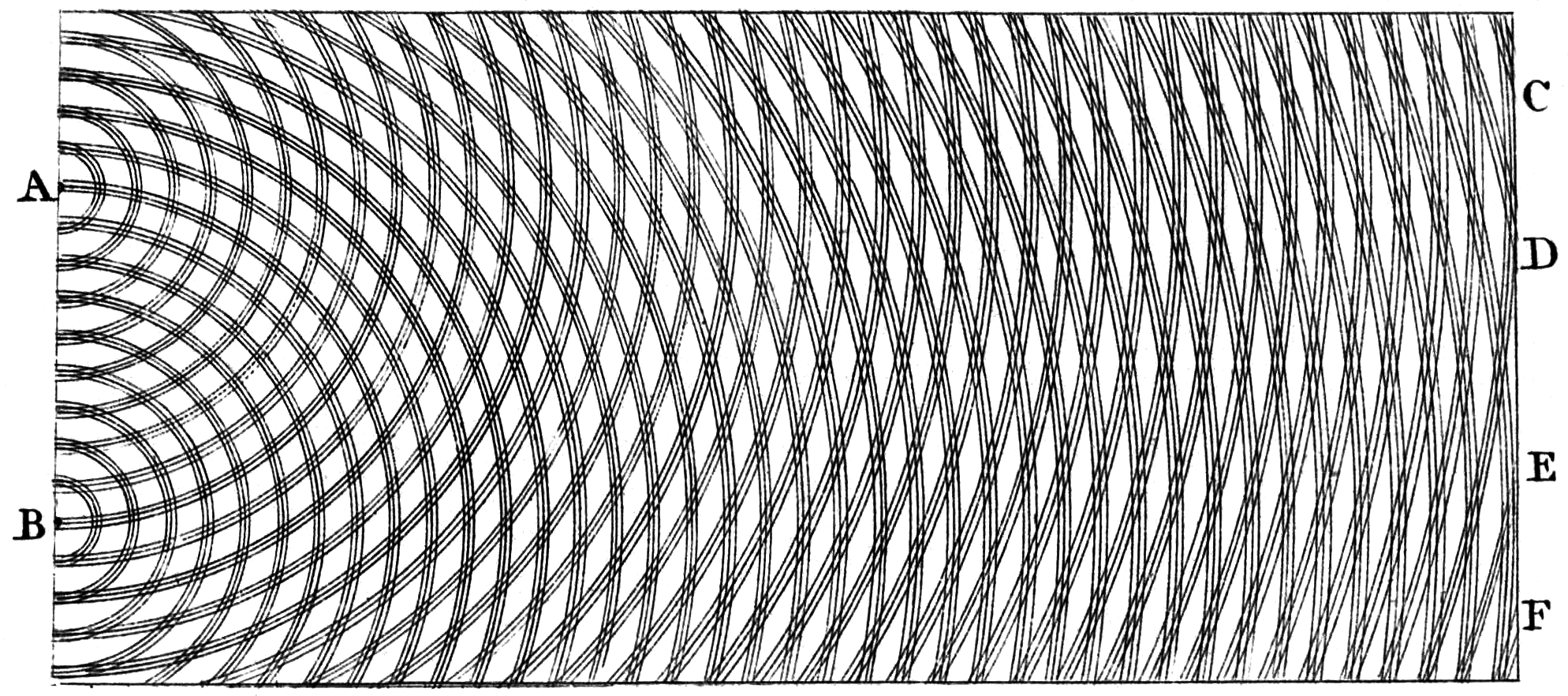
L'esbós de Thomas Young de la difracció de dues escletxes per a ones d'aigua, que va presentar a la Royal Society el 1803.

Els efectes de la difracció de la llum van ser observats i caracteritzats per primera vegada per Francesco Maria Grimaldi, qui també va encunyar el terme difracció, del llatí diffringere, 'rompre en trossos', fent referència a que la llum es trenca en diferents direccions. Els resultats de les observacions de Grimaldi es van publicar pòstumament el 1665. Isaac Newton
va estudiar aquests efectes i els va atribuir a la flexió dels raigs de llum. James Gregory (1638–1675) va observar els patrons de difracció causats per una ploma d'ocell, que va ser efectivament la primera xarxa de difracció que es va descobrir. Thomas Young va realitzar un celebrat experiment l'any 1803 demostrant la interferència de dues escletxes molt espaiades. Explicant els seus resultats mitjançant la interferència de les ones que emanen de les dues escletxes diferents, va deduir que la llum s'havia de propagar com a ones. Augustin Jean Fresnel va fer estudis i càlculs de difracció més definitius, fets públics el 1816 i 1818, i, per tant, va donar un gran suport a la teoria ondulatòria de la llum que havia estat avançada per Christiaan Huygens i amb un nou impuls de Young, en contra de la teoria de partícules de Newton.

## Difracció per una escletxa

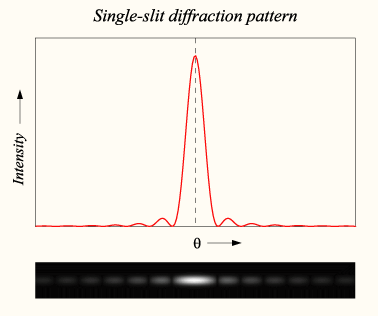
Difracció per una escletxa: gràfica de la intensitat en funció de l'angle (a dalt) i imatge del patró de difracció (a baix)

El cas més simple de difracció es produeix quan un raig de llum travessa una petita escletxa vertical. En aquest cas es pot demostrar que la intensitat de llum que nosaltres veuríem sobre una pantalla allunyada de l'escletxa, en funció de l'angle {\displaystyle \theta } és donada per la següent expressió:
on d és l'amplada de l'escletxa i {\displaystyle k=2\pi /\lambda }.
A la figura de la dreta podem observar la imatge d'un patró de difracció en aquest cas: consisteix en una part central força intensa i una sèrie de màxims lluminosos secundaris smètrics respecte al centre. Els mínims d'intensitat es produeixen quan

## Difracció per una obertura circular
En aquest cas es pot demostrar que la intensitat en un punt P provocada per la difracció d'una obertura circular de radi R ve donada per l'expressió:
on {\displaystyle J_{1}} és la funció de Bessel de primer ordre. Aquesta expressió correspon a un disc central brillant, anomenat disc d'Airy, envoltat per una sèrie d'anells foscos i brillants progressivament més dèbils. El radi del disc d'Airy es pot obtenir a partir de l'expressió anterior i és igual a
on d és la distància a l'obertura i {\displaystyle \lambda } és la longitud d'ona de la llum.

## Difracció del so
En el cas del so la difracció és molt més fàcil d'experimentar en condicions quotidianes. La difracció es pot produir per dos motius diferents:

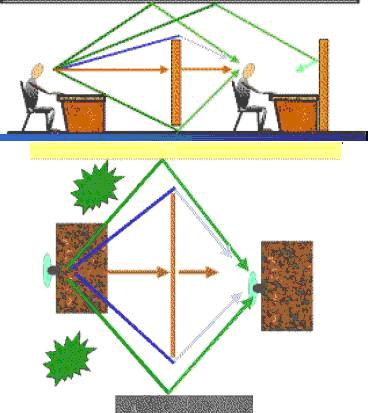
En la il·lustració, la línia blava representa la difracció; la verda, la reflexió i la marró, la refracció

1. Perquè una ona sonora troba al seu pas un obstacle xicotet i el rodeja. Les baixes freqüències rodegen els obstacles amb més facilitat que les altes. Açò és possible perquè les longituds d'ona en l'espectre audible estan entre 3 cm i 12 m, per la qual cosa són prou grans per a superar la major part dels obstacles que troben.[13]
2. Perquè una ona sonora topa amb un forat xicotet i el travessa. El grau de difracció estarà en funció de la grandària de la mateixa obertura i de la longitud d'ona.

Si una obertura és gran en comparació amb la longitud d'ona, l'efecte de la difracció és xicotet. L'ona es propaga en línies rectes o raigs, com la llum. Quan la mida de l'obertura és considerable en comparació amb la longitud d'ona, els efectes de la difracció són grans i el so es comporta com si fóra una llum que procedix d'una font puntual localitzada en l'obertura.

## Propagació d'un raig làser
La manera com el perfil del feix d'un feix làser canvia a mesura que es propaga està determinada per la difracció. Quan tot el feix emès té un front d'ona pla, espacialment coherent, s'aproxima al perfil del feix gaussià i té la divergència més baixa per a un diàmetre donat. Com més petit és el feix de sortida, més ràpid divergeix. És possible reduir la divergència d'un feix làser expandint-lo primer amb una lent convexa, i després col·limant-lo amb una segona lent convexa el punt focal de la qual coincideix amb el de la primera lent. El feix resultant té un diàmetre més gran i, per tant, una divergència menor. La divergència d'un feix làser es pot reduir per sota de la difracció d'un feix gaussià o fins i tot es pot invertir a la convergència si l'índex de refracció del medi de propagació augmenta amb la intensitat de la llum. Això pot provocar un efecte d'autoenfocament.
Quan el front d'ona del feix emès té pertorbacions, només la longitud de coherència transversal (on la pertorbació del front d'ona és inferior a 1/4 de la longitud d'ona) s'ha de considerar com un diàmetre del feix gaussià quan es determina la divergència del feix làser. Si la longitud de coherència transversal en direcció vertical és més gran que en horitzontal, la divergència del feix làser serà menor en la direcció vertical que en l'horitzontal.

## Difracció de Bragg

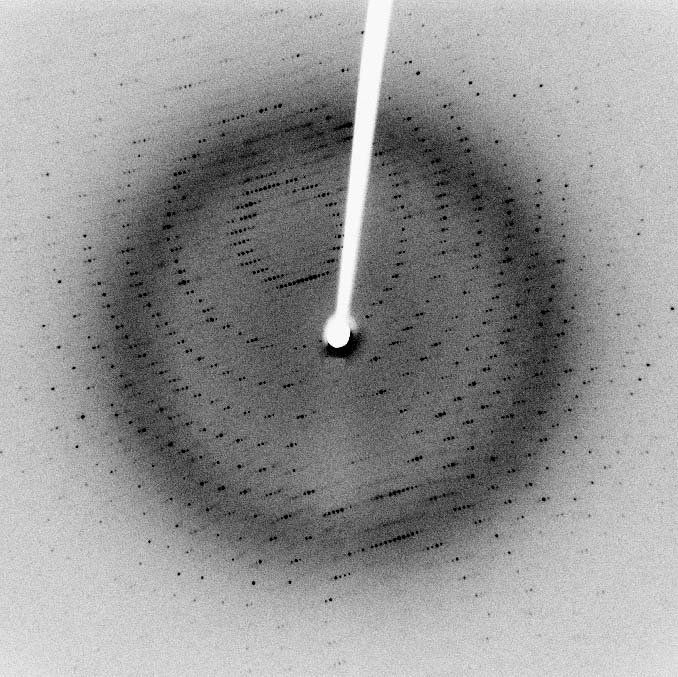
Seguint la Llei de Bragg, cada punt (o reflexió) en aquest patró de difracció es forma a partir de la interferència constructiva dels raigs X que passen a través d'un cristall. Les dades es poden utilitzar per determinar l'estructura atòmica del cristall.

La difracció d'una gran estructura periòdica tridimensional com molts milers d'àtoms en un cristall s'anomena difracció de Bragg.
És similar al que passa quan les ones es dispersen des d'una xarxa de difracció. La difracció de Bragg és una conseqüència de la interferència entre ones que es reflecteixen des de molts plans cristal·lins diferents.
La condició d'interferència constructiva ve donada per la llei de Bragg:
{\displaystyle m\lambda =2d\sin \theta ,}
on {\displaystyle \lambda } és la longitud d'ona, {\displaystyle d} és la distància entre els plans del cristall, {\displaystyle \theta } és l'angle de l'ona difractada i {\displaystyle m} és un nombre enter conegut com l'ordre del feix difractat.
La difracció de Bragg es pot dur a terme mitjançant radiació electromagnètica de longitud d'ona molt curta com la dels raigs X o ones de matèria com neutrons (i electrons) la longitud d'ona de la qual és de l'ordre de l'espai atòmic (o molt més petita). El patró produït dona informació de les separacions dels plans cristal·logràfics {\displaystyle d}, la qual cosa permet deduir l'estructura cristal·lina.
Per completar-se, la difracció de Bragg és un límit per a un gran nombre d'àtoms amb raigs X o neutrons, i rarament és vàlida per a la difracció d'electrons o altres partícules sòlides en el rang de mida inferior a 50 nanòmetres.

## Coherència
La descripció de la difracció es basa en la interferència d'ones que emanen de la mateixa font prenent camins diferents al mateix punt d'una pantalla. En aquesta descripció, la diferència de fase entre les ones que van prendre diferents camins només depèn de la longitud efectiva del camí. Això no té en compte el fet que les ones que arriben a la pantalla al mateix temps van ser emeses per la font en diferents moments. La fase inicial amb la qual la font emet ones pot canviar amb el temps de manera imprevisible. Això vol dir que les ones emeses per la font en moments massa allunyats ja no poden formar un patró d'interferència constant, ja que la relació entre les seves fases ja no és independent del temps.:{{{1}}}
La longitud sobre la qual es correlaciona la fase en un feix de llum s'anomena longitud de coherència. Perquè es produeixi una interferència, la diferència de longitud del camí ha de ser menor que la longitud de coherència. Això de vegades es coneix com a coherència espectral, ja que està relacionat amb la presència de diferents components de freqüència a l'ona. En el cas de la llum emesa per una transició atòmica, la longitud de la coherència està relacionada amb la vida útil de l'estat excitat a partir del qual l'àtom va fer la seva transició.:{{{1}}}:{{{1}}}
Si s'emeten ones des d'una font estesa, això pot provocar incoherència en la direcció transversal. Quan es mira una secció transversal d'un feix de llum, la longitud sobre la qual es correlaciona la fase s'anomena longitud de coherència transversal. En el cas de l'experiment de doble escletxa de Young, això significaria que si la longitud de la coherència transversal és menor que l'espai entre les dues escletxes, el patró resultant en una pantalla semblaria dos patrons de difracció d'una sola escletxa.:{{{1}}}
En el cas de partícules com electrons, neutrons i àtoms, la longitud de la coherència està relacionada amb l'extensió espacial de la funció d'ona que descriu la partícula.:{{{1}}}